# 브라이언 블레이드
브라이언 블레이드(Brian Blade, 1970년 7월 25일 ~ )는 미국의 재즈 드러머이다.